# Myślęcinek (Bydgoszcz)
Myślęcinek – osiedle położone w granicach miasta Bydgoszczy, w jego północnej części. Jego granicami są od zachodu i południa: linie kolejowe nr 18 i 131, od wschodu ulica Gdańska, a od północy – granica Bydgoszczy z gminą Osielsko. 
Obejmuje głównie tereny leśne, Leśny Park Kultury i Wypoczynku oraz kilka enklaw zabudowy mieszkaniowej.

## Komunikacja
Przez osiedle przejeżdżają następujące linie bydgoskiej komunikacji miejskiej:
Tramwajowe:
1 Wilczak - Las Gdański
2 Wyżyny - Las Gdański
10 Niepodległości  - Las Gdański
Autobusowe: 
52 Błonie - Dworzec Leśne (Warianty Przedłużone 52M - Myślęcinek i 52P - Podkowa)
Autobusowe Międzygminne:
93 Dworzec Leśne - Niwy (w oznaczonych kursach do Wilcza)
94 Dworzec Leśne - Żołędowo (z wariantem przez Maksymilianowo (w oznaczonych kursach do Nekli))